# Choe Hyon-u
Choe Hyon-u (4 novembre 1983) è un ex calciatore nordcoreano, di ruolo difensore.